# Adolf Paul
Adolf Georg Wiedersheim-Paul (Bromö, 6 gennaio 1863 – 20 settembre 1943) è stato uno scrittore svedese.

## Biografia
A quel tempo il suo cognome era Wiedesheim-Paul. Era il figlio di Ludwig von Wiedesheim, nato a Anhalt-Köthen, e discendente da un conte italiano di nome Fernando Pollini (Pollini divenne Paul in tedesco). Quando Adolf aveva nove anni, la famiglia si trasferì a Jokioinen, in Finlandia.
Suo padre voleva che diventasse un agricoltore e perciò studiò alla Mustiala Agriculture Center di Tammela. Dopo tre anni di studi, il padre lo lasciò gestire la sua fattoria sul sull'isola Ruissalo, fuori Turku. Ben presto si annoiò di questa posizione perciò decise di diventare un artista. Nel 1886 iniziò a studiare musica a Helsinki, alla Music Academy, dove divenne un amico del compositore finlandese Jean Sibelius. Entrambi studiarono con il famoso compositore e pianista italiano Ferruccio Busoni, che li  portò in Germania nel 1889.
Quando Adolf arrivò a Berlino, la città era un centro culturale che attirava artisti da tutta Europa. Si unì alla comunità di artisti scandinavi, dove oltre a Sibelius, vi erano il pittore norvegese Edvard Munch, lo scrittore svedese August Strindberg e l'artista Albert Engström.
Paul venne raffigurato in uno dei dipinti di Munch, Il vampiro. Il dipinto mostra una donna dai capelli rossi piegare la testa sul collo di un uomo che nasconde il suo volto nel suo grembo. Egli è anche ritratto dall'artista finlandese Akseli Gallen-Kallela nell'opera Il Simposio, come l'uomo che si è addormentato sul tavolo dopo una notte a bere.

## Carriera
Collaborando con Sibelius, Paul scoprì la sua vocazione per comporre drammi e scrivere romanzi. Nel 1891 pubblicò il suo primo romanzo En bok om en menniska (Un libro su un uomo), che è stato pubblicato da Bonniers a Stoccolma. Nel 1892 pubblicò una raccolta di racconti chiamati The Ripper, un titolo ispirato a Jack lo Squartatore. Albert Bonnier, che  considerò questo libro troppo indecente, si rifiutò di pubblicarlo in quanto trattava, come i suoi romanzi successivi, della violenza e della sessualità. Invece The Ripper è stato pubblicato da Grönlund a Turku, ma il libro era controverso e i critici considerarono parte del suo contenuto osceno. Nel 1893 pubblicò Herr Ludvigs, che si crede che si basi sulle disgrazie del padre come uomo d'affari.
Molti dei suoi primi romanzi sfidarono la morale contemporanea. Il suo En bok om en menniska era autobiografico e descriveva un uomo che stava lottando per definire e promuovere la sua identità. Rompendo con le norme e diventando un artista, affrontò, poi, una crisi di identità e un crollo mentale.
In Svezia, Paul era oscurato da August Strindberg, un suo amico che egli ammirava molto e il cui lavoro influenzò i primi romanzi di Paul. Quando Strindberg si trasferì a Berlino nel 1892 dopo il suo divorzio da Siri von Essen, Paul è stato colui che lo presentò a tutta la comunità. Per un po' i due scrittori lavorarono insieme.
Uno dei suoi migliori romanzi noti era il bestseller intitolato Die Tänzerin Barberina (Barberina, la ballerina), il cui personaggio principale era la vita drammatica della ballerina italiana Barbara Campanini (1721-1799), che è stato portato a Berlino da Federico il Grande di Prussia per diventare una ballerina altamente pagata per la  recente apertura dell'Opera di Berlino e diventare la sua amante.
Tra il 1914 e il 1919 lavorò come sceneggiatore scrivendo sceneggiature per circa 14 film, tra cui Die Teufelskirche. Nel 1919 scrisse una sceneggiatura per Die Tänzerin Barberina, con protagonista la terza moglie di Strindberg, Harriet Bosse.

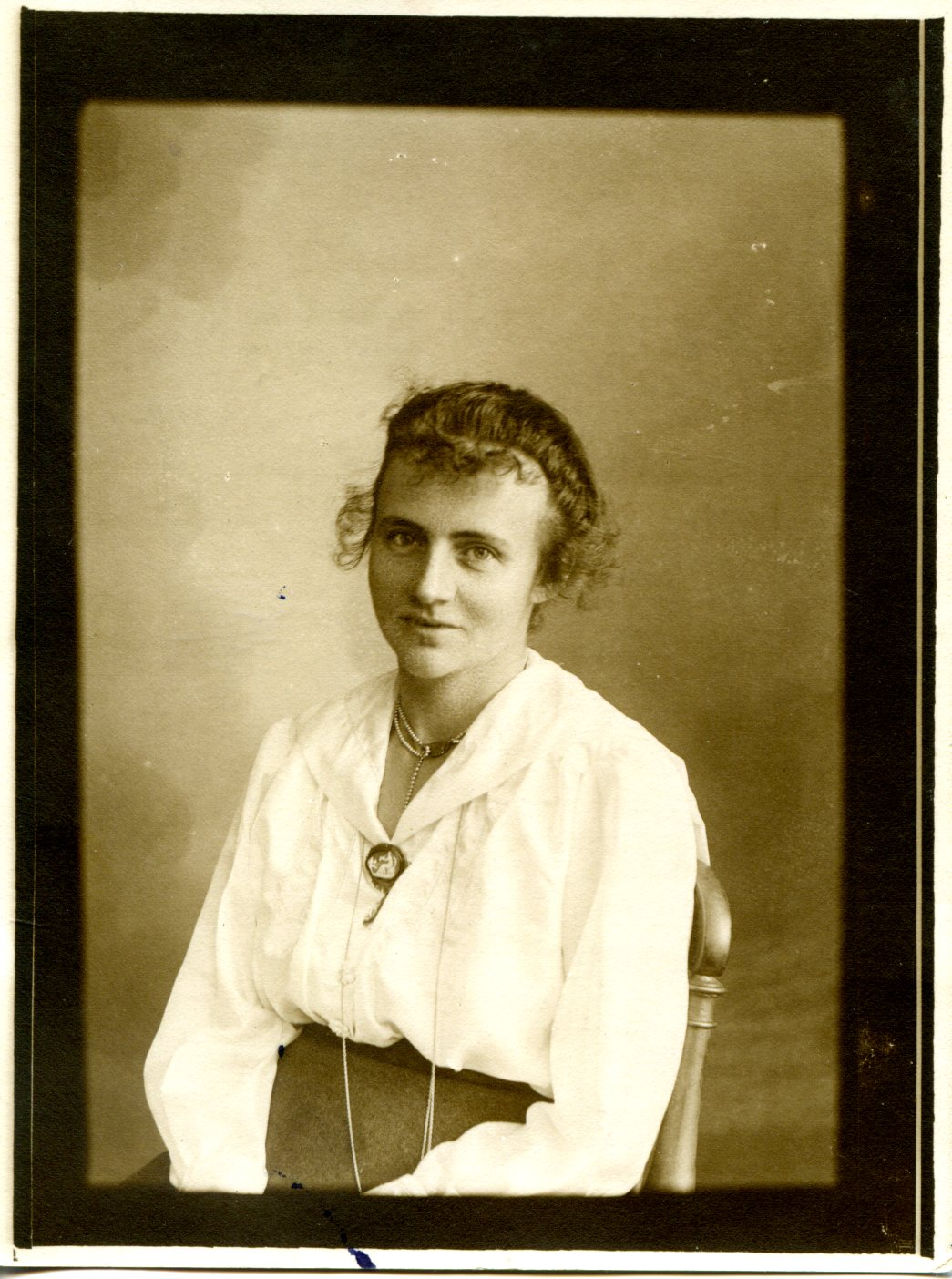
Natalie Brehmer nel 1890.

## Matrimonio
Sposò, il 18 agosto 1897, Natalie Brehmer. Lei aveva 18 anni lui 34 anni. Veniva da una famiglia di senatori, avvocati e sindaci. Suo padre era un ricco mercante di Lubecca. Intelligente e bella, Natalie era la musa di suo marito e molti amici della coppia le dedicarono molte opere. Adolf e Natalie ebbero cinque figli, il figlio maggiore morì dopo un incidente durante l'infanzia.
I figli della coppia divennero cittadini svedesi per evitare di essere arruolati nell'esercito del Kaiser Guglielmo II.

## Morte
Morì nell'ottobre 1943, la vedova e i due figli rimasti, si trasferirono in Svezia, dove rimasero per il resto della loro vita.